# Miroslav Jurka
Miroslav Jurka (Valašské Meziříčí, 7 giugno 1987) è un pallamanista ceco, ala destra della Nazionale della Repubblica Ceca.